# Prosopis cineraria
Prosopis cineraria (L.) Druce, 1914 è un albero della famiglia delle Fabacee.
I nomi comuni includono Ghaf (arabo); Khejri o "Albero di Loong" (Rajasthan); Janty (जांटी) (bishnoi); Jund (nel Punjab); Kahoor (beluci); Kandi (sindhi); Banni/Shami (kannaḍa); Gandasein (in Burma); Vanni (tamil); Jammi (telugu); Chaunkra, Jant / Janti, Khar, Khejri / Khejra, Sami, Shami (marāṭhi) e (hindī); Khijdo (nel Gujarat); Vanni-andara, Katu andara, Kalapu andara, Lunu andara (singalese).
È l'albero simbolo dello Stato del Rajasthan e del Telangana in India.
Un imponente e noto esempio della specie è l'"Albero della Vita" del Bahrein, di circa 400 anni, che cresce in una zona desertica priva di qualsiasi fonte di acqua evidente.
Dal 2008 è anche l'albero nazionale degli Emirati Arabi Uniti, scelto per la sua importanza storica e culturale, in quanto simbolo di stabilità e pace nell'ambiente desertico.

## Descrizione
P. cineraria è un piccolo albero, alto da 3 a 5 m (9,8–16,4 ft).
Le foglie sono bipinnate, con sette-quattro foglioline su ciascuna delle 3/4 pinnae.
Rametti sono sparsi sugli internodi.
I fiori sono piccoli e di colore giallo pallido, i frutti sono piccoli baccelli, contenenti piccoli semi.

## Distribuzione e habitat
P. cineraria è nativa nelle regioni aride dell'Asia occidentale e del Subcontinente indiano (Afghanistan, Iran, India, Oman, Pakistan, Arabia Saudita, Emirati Arabi Uniti, e Yemen).
È stata introdotta e risulta naturalizzata sull'isola di Giava.
L'albero si adatta a condizioni estremamente aride, con pioggia annuale minima di 15 mm (5,9 in).
La sua presenza in luoghi isolati però può indicare l'esistenza di una falda acquifera profonda.
Prosopis cineraria ha mostrato una forte tolleranza a suoli alcalini e salini.

## Conservazione
La Riserva di conservazione di Ghaf Nazwa, nell'Emirato di Dubai è stata creata nel 2014 per la protezione di questa specie.

## Religione
L'albero è soggetto a venerazione tra gli Indù.
Partecipa al decimo giorno di festeggiamenti del Vijayadashami o Festival di Dasara, in varie parti dell'India. Storicamente tra i Rajput, il Rana, il sommo sacerdote, e il re fecero parte del culto.
Nel Deccan, come parte del rituale del "decimo di Dasara", gli uomini usavano lanciare frecce tra le foglie dell'albero, raccogliendo poi le foglie cadute nei loro turbanti come rito.
In Karnataka, l'Acacia ferruginea è stata localmente chiamata Banni mara invece dell'albero "Khejri" canonico, e veniva considerata come l'albero dove secondo la mitologia i Pandavas nascosero le loro armi durante l'esilio.
Prosopis cineraria è comunque l'albero che più propriamente è conosciuto come il Banni mara.
Nel Mahābhārata, i Pandavas sono noti per aver trascorso il loro tredicesimo anno di esilio nascosti nel regno di Virata. Prima di andare a Virata, hanno appeso le loro armi celesti sui rami di questo albero per tenerle al sicuro. Al ritorno, dopo un anno, le ritrovarono, prima di raccoglierle quindi venerarono l'albero e lo ringraziarono per il favore ricevuto.